# Глумилово
Глумилово — деревня в Фировском районе Тверской области. Входит в состав Великооктябрьского сельского поселения.
Находится в 10 километрах к юго-востоку от районного центра посёлка Фирово, в 4 км от посёлка Великооктябрьский, на берегу реки Цны.
Население по переписи 2010 года — 10 человек.
Через деревню проходит межрайонная дорога «Великооктябрьский — Трестино — Жданово».

## История
Входила в состав Кузнецовской волости Вышневолоцкого уезда.
В 1859 году в деревне 3 двора, 40 жителей. По данным 1886 года в деревне 8 дворов, 49 жителей.